# جون جويس (سياسي)
جون جويس (بالإنجليزية: John Joyce)‏ هو سياسي أمريكي، ولد في 1955 في ألتونا في الولايات المتحدة. حزبياً، نشط في الحزب الجمهوري.

## وصلات خارجية
- الموقع الرسمي